# Ceroxys pallidus
Ceroxys pallidus är en tvåvingeart som beskrevs av Steyskal 1991. Ceroxys pallidus ingår i släktet Ceroxys och familjen fläckflugor. Inga underarter finns listade i Catalogue of Life.